# Hilary Henkin
Hilary Beth Henkin (* 19. November 1952 in New Orleans, Louisiana) ist eine US-amerikanische Drehbuchautorin.

## Leben
Hilary Beth Hankin wuchs in Memphis, Tennessee auf und nach ihrem Abschluss an der Fort Hamilton High School in Brooklyn, New York City, studierte sie an der Universität Lausanne in der Schweiz, bevor sie für einige Jahre in den 1970ern als Gogo-Tänzerin in New York arbeitete. Mit dem Drama Headin’ for Broadway trat Henkin 1981 erstmals als Drehbuchautorin in Erscheinung und wurde 1990 für den Actionfilm Road House mit einer Nominierung der Goldenen Himbeere für das Schlechteste Drehbuch bedacht. Allerdings erhielt sie auch 1998 ein Oscarnominierung für das Beste adaptierte Drehbuch der Literaturverfilmung Wag the Dog – Wenn der Schwanz mit dem Hund wedelt.

## Filmografie (Auswahl)
- 1980: Headin’ for Broadway
- 1981: Prisoners
- 1987: Fatal Beauty
- 1989: Road House
- 1993: Romeo Is Bleeding
- 1997: Wag the Dog – Wenn der Schwanz mit dem Hund wedelt (Wag the Dog)

## Auszeichnung (Auswahl)
Oscar
- 1998: Nominierung für das Beste adaptierte Drehbuch von Wag the Dog – Wenn der Schwanz mit dem Hund wedelt

Golden Globe Award
- 1998: Nominierung für das Beste Filmdrehbuch von Wag the Dog – Wenn der Schwanz mit dem Hund wedelt

Goldene Himbeere
- 1990: Nominierung für das Schlechteste Drehbuch von Road House